# Ischyronota
Ischyronota is een geslacht van kevers uit de familie bladkevers (Chrysomelidae).
De wetenschappelijke naam van het geslacht werd in 1891 gepubliceerd door Weise.

## Soorten
- Ischyronota desertorum (Gebler, 1833)
- Ischyronota spaethi Reitter, 1901